# Wapen van Beyne-Heusay

Het wapen van Beyne-Heusay (sinds 2000).

Het wapen van Beyne-Heusay werd op 15 februari 2000 toegekend aan de gemeente Beyne-Heusay in de Belgische provincie Luik.

## Geschiedenis
Na de fusie in 1977 van de gemeenten Beyne-Heusay, Bellaire, Queue-du-Bois en Moulins-sous-Fléron werd er voor een gevierendeeld wapen gekozen waarin werd verwezen naar het verleden van de deelgemeenten. In het eerste en vierde kwartier vinden we daarom het wapen van de familie de Villenfagne, waarvan een lid de laatste heer van Beyne was, terwijl we in het tweede en derde kwartier het wapen van de familie de Grady aantreffen, die de laatste heren van Bellaire en Queue-du-Bois leverden.

## Blazoen
Het wapen wordt als volgt omschreven:
Écartelé: au premier et au quatrième, d'argent à la bande coticée de sable chargée de trois coquilles d'or; au deuxième et troisième, d'argent au lion de gueules, armé et lampassé du même, chargé en cœur d'un croissant montant d'or.
"Gevierendeeld: in het eerst en vierde [kwartier], in zilver een schuinbalk van sabel, beladen met drie schelpen van goud; in het tweede en derde [kwartier], in zilver een leeuw van keel, geklauwd en getongd van hetzelfde, belanden in het hart met een wassende maan van goud.— 15 februari 2000.

## Vergelijkbare wapens

Het wapen van de familie de Villenfagne.
Het wapen van Heusden-Zolder.
Het wapen van de familie de Grady.